# Кокцидии
Кокци́дии (лат. Coccidiasina) — подкласс альвеолят из типа Apicomplexa (споровики). Одноклеточные паразиты кольчатых червей, нематод, членистоногих, моллюсков, сипункулид и позвоночных (в том числе человека и домашних животных). Питающиеся стадии большинства представителей внутриклеточные; исключение составляют лишь представители Coelotrophiida, обитающие в просвете кишечника и полости тела кольчатых червей. Жизненный цикл представителей подразделён на три стадии: шизогонию, гамогонию и спорогонию; у некоторых видов протекает со сменой хозяев. Наиболее известные представители относятся к отряду Eimeriida: токсоплазма (Toxoplasma), Eimeria и Sarcocystis.

Строение клетки Toxoplasma gondii (схема в разрезе)

## Классификация
В подкласс включают следующие отряды:
- Coelotrophiida
- Adeleida
- Eimeriida